# حسن بخاري
حسن بن عبد الحميد بن عبد الحكيم بخاري (ولد 1395 هـ) عالم دين سعودي وإمام سابق في المسجد الحرام وخطيب ومدرِّس بالحرمين الشريفين، حاصل على الدكتوراه في أصول الفقه من جامعة أم القرى في مكة المكرمة.

## الشهادات العلمية
- البكالوريوس من جامعة أم القرى عام 1416 هـ.
- الماجستير من جامعة أم القرى والرسالة بعنوان: «منهج الإمام الطحاوي في دفع التعارض بين النصوص الشرعية من خلال شرح كتابه مشكل الآثار» عام 1422 هـ.
- الدكتوراه من جامعة أم القرى والرسالة بعنوان: «تحقيق ودراسة كتاب كافي المحتاج إلى شرح المنهاج للإمام ابن الملقن» عام 1429 هـ.[3][4]

## مشايخه
- علي حكمي عضو هيئة كبار العلماء.
- عثمان المرشد أستاذ أصول الفقه بجامعة أم القرى.
- أحمد بن عبد الله بن حميد المدرس بالمسجد الحرام.
- أحمد فهمي أستاذ أصول الفقه بجامعة أم القرى.
- عبد العزيز الحلاف أستاذ أصول الفقه بجامعة أم القرى.
- محمد نبهان أستاذ القراءات بجامعة أم القرى.[1]

## إمامته في المسجد الحرام
صدرت موافقة خادم الحرمين الشريفين الملك سلمان بن عبد العزيز آل سعود على مشاركة وتعاون الشيخ الدكتور حسن بخاري عضو هيئة التدريس بجامعة أم القرى لإمامة المصلين لصلاة التراويح في المسجد الحرام لشهر رمضان من عام 1436 هـ وذلك ليلة السابع عشر من رمضان.